# Antonio Burattini
Antonio Burattini noto anche come Angelo, noto anche con lo pseudonimo di Buriko (... – 3 giugno 1969), è stato un fumettista italiano che, insieme a Giove Toppi e Gaetano Vitelli, è stato uno dei primi a realizzare storie a fumetti di Topolino in Italia.

## Biografia
Lavora principalmente per l'editore Mario Nerbini per il quale collabora dagli anni dieci agli anni quaranta al periodico di satira Il 420, con lo pseudonimo di Buriko. Realizzerà anche storie a fumetti con il personaggio di Topolino pubblicati dal primo numero dell'omonimo settimanale esordito nel 1932 e sul quale pubblicherà anche un proprio personaggio, Pisellino, che continuerà poi sul settimanale Pinocchio dal 1938 e poi su una propria testata, Pisellino, nel 1939.